# Tomasz Adam Ostrowski
Tomasz Adam Ostrowski herbu Rawicz 
(ur. 21 grudnia 1735 w Ostrowie Małym niedaleko Kocka, zm. 5 lutego 1817 w Warszawie) – prezes Senatu Królestwa Polskiego, marszałek Sejmu Księstwa Warszawskiego, minister skarbu w Straży Praw, podskarbi nadworny koronny od 1791, szambelan króla Stanisława Augusta Poniatowskiego w 1766 roku, hrabia od r. 1798.

## Życiorys
Syn Piotra Ostrowskiego i Konstancji Stoińskiej. W 1765 poślubił Józefę Godlewską, z którą miał córkę Julię. Po śmierci Józefy w 1780 poślubił Apolonię Ledóchowską (w 1781), z którą miał dziewięcioro dzieci, m.in. Antoniego Jana, Władysława i Mechtyldę Ludwikę Teofilę. Po śmierci Apolonii w 1795 poślubił Kunegundę Brzozowską (w 1796). 
W 1764 poparł elekcję Stanisława Augusta Poniatowskiego. Zasłużony dla gospodarczego dźwignięcia kraju, powstrzymywał króla od akcesu do konfederacji targowickiej, następnie więziony był przez Rosjan. W 1765 został pułkownikiem wojsk koronnych. Poseł ziemi nurskiej w latach 1766 i 1776, w 1773 został podkomorzym nurskim. Członek konfederacji Andrzeja Mokronowskiego w 1776. 
Od 1777 kasztelan czerski. W latach 1776, 1778, 1782 oraz 1786 był członkiem Rady Nieustającej. W r. 1788 w dobrach ujezdzkich założył osadę hutniczą Kuźnice Tomaszowe, która w r. 1822 przez syna Antoniego Jana została nazwana na cześć ojca Tomaszowem Mazowieckim. 
Był członkiem konfederacji Sejmu Czteroletniego.  Od 1791 podskarbi nadworny koronny, wszedł do Straży Praw. Był jednym z założycieli Zgromadzenia Przyjaciół Konstytucji Rządowej. W czasie wojny polsko-rosyjskiej, na zebraniu 23 lipca 1792 był przeciwny decyzji króla Stanisława Augusta Poniatowskiego o jego przystąpieniu do konfederacji targowickiej i zalecał wydanie walnej bitwy wojskom rosyjskim. W 1808 został prezesem Głównej Izby Obrachunkowej. Marszałek Sejmu Księstwa Warszawskiego, wszedł do senatu Księstwa jako wojewoda. W 1811 został prezesem Senatu. W 1812 jako członek Towarzystwa Królewskiego Gospodarczo-Rolniczego przystąpił do Konfederacji Generalnej Królestwa Polskiego. W 1814 po klęsce wojsk napoleońskich stanął na czele stworzonego przez Rosjan Komitetu Organizacyjnego Cywilnego, a następnie w 1815 komitetowi mającemu ułożyć konstytucję. W 1817 jako senator-wojewoda został prezesem Senatu Królestwa Polskiego.
Odznaczony Orderem Orła Białego (1780) i Orderem św. Stanisława (1777). Jego synami byli Antoni Jan Ostrowski, gen., dowódca Gwardii Narodowej w czasie powstania listopadowego i Władysław Tomasz Ostrowski, marszałek Sejmu Królestwa Polskiego w latach 1830–1831.